# Parti national (Québec, 1937-1939)
Pour les articles homonymes, voir Parti national.
Le Parti national est un parti politique québécois fondé en 1937 et disparu en 1939. Il regroupait des dissidents de l'Union nationale de Maurice Duplessis cherchant à mettre en application le programme de réformes de l'Action libérale nationale.
Il était composé des députés René Chaloult, Oscar Drouin, Ernest Grégoire, Philippe Hamel, Adolphe Marcoux, et des conseillers législatifs Ernest Ouellet et Élysée Thériault.
Faute de financement et pour éviter de diviser le vote de l'opposition en faveur de l'Union nationale, le Parti national se sabote à la veille des élections provinciales de 1939.